# 姜华亭
姜华亭（1911年？—1987年5月2日），藏名罗桑扎西（藏語：བློ་བཟང་བཀྲ་ཤིས་，威利转写：blo bzang bkra shis），山东莱阳孟格莊村人，原中国人民解放军人员，后为四水六岗卫教志愿军将领。

## 生平
父親名為姜昆，母親為李秀芳，老家以務農為業。1943年，姜华亭参加兒童團，1945年9月正式參軍，在八路军山东军区下属的胶东军区第五旅第十三團。
中华人民共和国成立后，被保送到沈阳的东北炮兵高级学校学习，毕业后分配到中国人民解放军第十八军五十二师一五五团，驻扎西藏任炮兵主任（股长）兼炮兵营长，大尉军衔，自称自愿调至西藏、参与朝鲜战争。中央政府表示其与当地藏族妇女有两性关系而违反军纪而叛變，但姜华亭本人稱叛變因其父曾上繳糧食給國軍而在1948年遭到中共批鬥身亡，自称“被抽掉了兩條肋骨”，乃於1958年投奔恩珠仓·贡布扎西领导的藏族部队。。
不久，1958年6月15日，恩珠仓·贡布扎西带着空投前来的两位藏籍美国特工及拉萨附近的部分武装，离开拉萨赴山南地区哲古宗（今属措美县），与从四川省康区经印度、锡金从西藏亚东进入西藏境内的一批人员会合，成立武装根据地。1958年6月24日，恩珠仓·贡布扎西召开由27股武装的首领参加的会议，成立四水六岗卫教志愿军（以下简称卫教军），作为四水六岗指挥的武装部队，人数3,000人。卫教军由恩珠仓·贡布扎西任司令，甲马仓·桑培、夏格仓·朗加多吉等人任副司令，罗桑扎西（姜华亭）任前敌参谋。
姜华亭熟悉中国人民解放军的战术，加入卫教军后，卫教军的重大战略决策都出自其手。中国人民解放军西藏军区为此曾悬赏四万银元缉捕他。
1987年5月2日，姜华亭因糖尿病在印度南方麦索藏人社区病故，时年76岁。